# Katibasia insidiosa
Katibasia insidiosa är en fiskart som beskrevs av Maurice Kottelat 2004. Katibasia insidiosa ingår i släktet Katibasia och familjen grönlingsfiskar. Inga underarter finns listade i Catalogue of Life.